# Ancistrachne
Ancistrachne és un gènere de plantes de la família de les poàcies, ordre de les poals, subclasse de les commelínides, classe de les liliòpsides, divisió dels magnoliofitins.

## Taxonomia
- Ancistrachne ancylotricha (Quisumb. i Merr.) S.T. Blake
- Ancistrachne maidenii (A.A. Ham.) Vickery
- Ancistrachne numaeensis (Balansa) S.T. Blake
- Ancistrachne uncinulata (R. Br.) S.T. Blake